# Орден утренней звезды

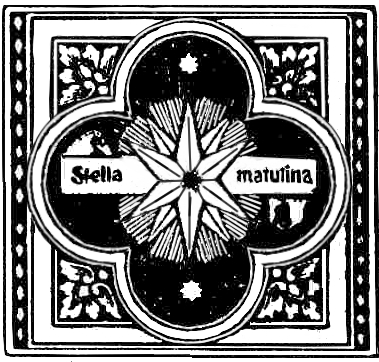
Эмблема Ордена утренней звезды

Орден утренней звезды (Stella Matutina, англ. Morning Star) — инициатический магический орден, который ставил своей целью распространение традиционного учения своего предшественника — Герметического ордена Золотой Зари (Golden Dawn). Первоначально Внешний орден Stella Matutina носил название «Мистическая Роза» (Mystic Rose), или «Внешний орден M.R.». Материалы, которые писатель-оккультист Израэль Регарди обнародовал в качестве документов Золотой Зари, в действительности относились к Ордену Утренней Звезды, а не к «материнскому» Ордену Golden Dawn. Образовался Орден Утренней Звезды в результате раскола Golden Dawn — наряду с такими организациями, как Орден Альфа и Омега (под руководством Джона Уильяма Броуди-Иннеса и Макгрегора Мазерса), храм Исиды-Урании (под руководством А. Э. Уэйта) и другими.

## Происхождение
В 1900 году, после бунта лондонских адептов против тогдашнего главы Золотой Зари, Сэмюэля Макгрегора Мазерса, орден распался на две новые организации. Те, кто остался верен Мазерсу, приняли название «Орден Альфа и Омега», а лондонская группа назвалась Герметическим обществом Morgenrothe (нем. Утренней Зари). В эту последнюю группу вошли Роберт Фелкин (британский врач), Джон Уильям Броуди-Иннес, А. Э. Уэйт, преподобный У. А. Эйтон, У. Б. Йейтс и другие.
Вскоре Герметическое общество Morgenrothe также раскололось на две группы. Адепты, интересовавшиеся главным образом христианским мистицизмом (во главе с А. Э. Уэйтом), взяли власть над лондонским храмом Исиды-Урании (который был главным отделением Золотой Зари до раскола) и сформировали на его основе Независимый и Исправленный Устав Золотой Зари, а позднее — Братство Розы и Креста. Остальные члены Morgenrothe, интересовавшиеся преимущественно оккультизмом (во главе с доктором Фелкиным), учредили Орден Утренней Звезды (Stella Matutina), «материнский» храм которого получил имя Амона.
Доктор Фелкин и другие лондонске адепты Золотой Зари реорганизовали Внешний орден. Среди тех, кто помогал создавать Орден Утренней Звезды, был и Дж. У. Броуди-Иннес, однако впоследствии он помирился с Мазерсом и перешел в «Альфу и Омегу».
Первым актом независимости стал созыв комитета, состоявшего из 12 человек. Предполагалось, что комитет будет управлять орденом в течение года, однако дальнейшее развитие событий показало, что этот вариант неработоспособен. После дальнейших дебатов (в ходе которых не обошлось без мелочных склок) было решено отменить все реформы и вернуться к первоначальной схеме, согласно которой Орденом снова стали руководить трое Вождей.
Девиз "Sidera adolebit clarior in tenebris" переводится с латинского как "Звезда будет сиять ярче во тьме". Этот девиз был создан для Ордена Утренней Звезды (Ordo Stellae Aureae) Теодором Ройсом и Карлом Келльнером.
В 1912 году доктор Фелкин посетил Новую Зеландию и основал там храма № 49 под названием «Изумрудные моря» (Smaragdum Thallasses), который также называли «Whare Ra», что на языке маори означает «дом солнца». Храм разместился на первом этаже дома, построенного специально для этой цели в Хавлок-Норте (регион Хокс-Бей). Визит Фелкина имел непосредственное отношение к новозеландской епархии Общества Розенкрейцеров (Societas Rosicruciana). Изначально Фелкин планировал остаться в Новой Зеландии, но осенью 1912 года скончался Невилл Микин, который должен был принять руководство храмом Амона. Фелкину пришлось вернуться в Англию (однако в 1916 году он все же перебрался в Новую Зеландию насовсем).
В течение нескольких следующих лет Фелкин основал ложу Гермеса в Бристоле и две организации в Лондоне — Тайную коллегию и ложу Мерлина.
Лондонский храм Амона прекратил прием новых членов в 1919 году, после того как у двоих его прихожан обнаружилась шизофрения (один из них, священник, впоследствии скончался в психиатрической клинике).
Израэль Регарди вступил в бристольский храм Гермеса в 1933 году, а в 1934-м покинул храм Амона, который, по его словам, пришел в состоянии упадка и низкого морального духа. По словам Фрэнсиса Кинга, многие из первоначальных лекций Ордена Золотой Зари. были «изъяты из программы или существенно изменены — главным образом, из-за того, что руководители храма не могли в них разобраться». При этом те же руководители притязали на «необычайно высокие» степени посвящения, однако Регарди нашел их претензии безосновательными. Например, по его словам, в храме Амона никто не умел играть в енохианские шахматы: фактически, орденским комплектом шахмат так ни разу и не воспользовались. Изготовив собственные доски, Регарди вызвал вышестоящих членов Ордена на поединок, однако все они нашли поводы для отказа.
К 1939 году Орден Утренней Звезды почти прекратил активную деятельность, хотя храм Гермеса продолжал действовать до 1970 года, а храм Whare Ra в Новой Зеландии — до 1978-го.

## Утверждение независимости
Фелкин с самого начала мечтал о единстве всех розенкрейцеров и был убежден, что орден должен установить связь с Тайными Вождями — посредством астральной работы и посланий, получаемых в трансе или с помощью автоматического письма. Этим посланиям, поступавшим в немалом количестве, придавалось огромное значение; некоторые из них давали дозволение на внесение изменений в ритуалы.
По словам Френсиса Кинга, руководители храма Амона к тому времени впали в зависимость от спиритизма и астральных путешествий. По-видимому, они использовали те же методы астральной проекции и астральных путешествий, что и Флоренс Фарр и члены ее группы «Сфера», одно время действовавшей под эгидой Ордена Золотой Зари.
Фелкин и его последователи в основном поддерживали связь с двумя группами астральных сущностей. Первую из них составляли розенкрейцеры, которыми, по убеждению медиума, управлял лично Христиан Розенкрейц. Сущности из второй группы — так называемые «арабы» — называли себя учителями розенкрейцеров. Указания, полученные от «арабов», оказывали существенное влияние на политику ордена. Например, согласно их распоряжениям, полученным 9 января 1915 года, была создана организация англиканских духовных целителей — Гильдия святого Рафаэля, члены которой, как отмечает Френсис Кинг, «почти поголовно состояли в Ордене Утренней Звезды». Впрочем, судя по недавним документальным свидетельствам, не исключено, что Кинг ошибался и эта гильдия не имела отношения к Фелкину.
Фелкин полагал, что одного только астрального общения с Тайными Вождями недостаточно, и стремился установить с ними связь на физическом плане. Начиная с 1901 года он много путешествовал, надеясь разыскать «истинных розенкрейцеров», и в 1906 году решил, будто нашел, что искал: он познакомился с неким профессором, его приемной дочерью и еще одним господином, которые, по мнению Фелкина, были самыми настоящими розенкрейцерами. Приемная дочь профессора называла себя племянницей Анны Шпренгель (под этой фамилией была известна адепт из числа Тайных Вождей, давшая разрешение на создание Герметического ордена Золотой Зари) и утверждала, что состоит в той же организации, в которой работала ее тетка.

## Известные члены Ордена Утренней Звезды
- Роберт Фелкин — брат Finem Respice (лат. «Помни о конце»), Император.
- Гарриет Фелкин — сестра Quaestor Lucis (лат. «Искатель Света»).
- Этельвин Фелкин (дочь Роберта и Гарриет Фелкин)
- Невилл Микин — брат Ex Oriente Lux (лат. «Свет с Востока»)
- Израэль Регарди — брат Ad Maiorem Adonai Gloriam (лат. «К вящей славе Адонаи»)
- Барон К. А. Валлен
- Джеймс Уолтер Чепмен-Тейлор, новозеландский архитектор
- У. Б. Йейтс — ирландский поэт, лауреат Нобелевской премии по литературе.
- Дион Форчун — сестра Deo, non fortuna («Бог, а не фортуна»), писательница, основательница Братства внутреннего света.
- Фрэнк Мэттертон — эстрадный артист.